# Sidebottomina
Sidebottomina es un género de foraminífero bentónico de la subfamilia Alliatininae, de la familia Robertinidae, de la superfamilia Robertinoidea, del suborden Robertinina y del orden Robertinida. Su especie tipo es Cassidulina bradyi var. elongata. Su rango cronoestratigráfico abarca el Holoceno.

## Clasificación
Sidebottomina incluye a las siguientes especies:
- Sidebottomina duncanensis
- Sidebottomina elongata

Otra especie considerada en Sidebottomina es:
- Sidebottomina ballenaensis, de posición genérica incierta